# Camponotus clarithorax
Camponotus clarithorax é uma espécie de inseto do gênero Camponotus, pertencente à família Formicidae.